# Sigrid Abel-Struth
Sigrid Abel-Struth, geborene Struth (* 24. Juli 1924 in Breitscheid (Hessen); † 2. Februar 1987 in Bad Soden am Taunus), war eine deutsche Musikpädagogin, Hochschullehrerin und Musikschriftstellerin.

## Leben
Sigrid Struth, geboren im Dillkreis als Tochter von Gertrud Struth, geborene Schlicht, und des Arztes Max Struth, legte 1942 in Bingen das Abitur ab. Nach Studien an der Musikhochschule Karlsruhe und den Universitäten Heidelberg und Mainz wurde sie in Mainz 1949 mit einer Arbeit über Das weihnachtliche Hirtenlied zum Dr. phil. promoviert. Anschließend war sie in vielfältiger Weise musikpädagogisch tätig: In den Jahren von 1949 bis 1956 arbeitete sie als Redakteurin der Fachzeitschrift Musik im Unterricht. Daneben war sie freie Mitarbeiterin am Musikschulfunk des Hessischen Rundfunks (HR) und Leiterin der Arbeitsgemeinschaft „Musikalische Hörerziehung“ des städtischen Jugendamts in Frankfurt am Main. Ab 1957 war sie in Frankfurt als Musiklehrerin an der Falk-Mittelschule tätig und von 1959 bis 1964 am Aufbau der Jugendmusikschule in Frankfurt am Main beteiligt, die sie auch leitete. Von 1960 bis 1971 arbeitete Abel-Struth als Lehrbeauftragte für Musikerziehung an der Frankfurter Hochschule für Musik und Darstellende Kunst, zugleich war sie von 1963 bis 1970 Leiterin der Musiklehrerausbildung am Pädagogischen Fachinstitut in Jugenheim/Bergstraße. Ab 1970 gab sie die Schriftenreihe Musikpädagogik. Forschung und Lehre heraus. 1970 habilitierte sie sich an der Universität zu Köln. Ihr Ehemann, der Darmstädter Berufspädagoge Heinrich Abel, starb Ende 1965.
Im Jahr 1972 wurde Sigrid Abel-Struth als Professorin für Musikpädagogik und Musikwissenschaft an die Universität Bielefeld berufen, ab 1973 war sie Professorin und Leiterin des Instituts für Musikpädagogik an der Johann Wolfgang Goethe-Universität Frankfurt am Main. Ein wichtiges Anliegen war ihr die Entwicklung der Musikpädagogik zur wissenschaftlichen Hochschuldisziplin. Sie begründete den ersten Magisterstudiengang für Musikpädagogik in Deutschland und erwirkte das Promotionsrecht für das neue Studienfach.
Daneben engagierte sich Sigrid Abel-Struth auch in einschlägigen Fachverbänden. Sie gehörte zu den Gründungsmitgliedern des Arbeitskreises Forschung in der Musikpädagogik (AMPF) und gründete gemeinsam mit Hermann-Josef Kaiser und Eckhard Nolte 1984 die Wissenschaftliche Sozietät Musikpädagogik (WSMP), um Forschung und Lehre auf dem Gebiet der wissenschaftlichen Musikpädagogik zu fördern und entsprechende internationale Kontakte zu pflegen. Seit 1984 war Sigrid Abel-Struth aktives Mitglied in der Forschungskommission der International Society for Music Education (ISME; deutsch: Internationale Gesellschaft für Musikerziehung), seit 1978 gehörte sie dem Deutschen Musikrat an. Sigrid Abel-Struth lebte in Eschborn im Main-Taunus-Kreis.

## Forschung
In ihrem Hauptwerk Grundriß der Musikpädagogik (1984) legte Sigrid Abel-Struth einen bis heute einflussreichen Entwurf der Musikpädagogik als einer Fachwissenschaft vor, die den pädagogischen Umgang mit Musik wissenschaftlich begründet. Wissenschaftliche Musikpädagogik umfasst demnach sowohl historisch-aufklärende und deskriptive Forschung als auch empirisch-analytische Ansätze, die sich mit Bedingungen und Möglichkeiten des Musiklernens, des Musiklehrens und des Musikunterrichts befassen. Musiklernen begriff Sigrid Abel-Struth als Spezialisierung allgemeinen Lernens, Musikwissenschaft fasste sie – anders als im traditionellen Fachwissenschaft/Fachdidaktik-Verständnis der Lehramtsbildung – nicht als Fachwissenschaft der Musikpädagogik bzw. des Musikunterrichts auf, sondern als "Sachwissenschaft" des Gegenstands Musik.
Abel-Struth unterschied zudem zwischen wissenschaftlicher Musikpädagogik („Musikpädagogik im engeren Sinn“), Musikdidaktik und „Musikpädagogik im weiteren Sinn“ als Obergriff beider Teildisziplinen. Die Musikdidaktik betrachtete sie als Fachdidaktik schulischen Musikunterrichts, der sie gleichermaßen Forschungs- und Entwicklungsaufgaben zuwies. Musikpädagogik im engeren Sinn definierte sie als wissenschaftliche Disziplin mit dem Auftrag, Grundlagenforschung zu betreiben, die der Musikdidaktik begründbare und kontrollierbare Entscheidungen möglich machen und eine historisch weiter reichende Theorie des Musiklernens entwickeln solle. Besonderen Wert legte sie auf eine klare Unterscheidung zwischen postulativer und wissenschaftlicher Aussageebene.

## Sigrid-Abel-Struth-Preis der WSMP
Seit 1994 verleiht die Wissenschaftliche Sozietät Musikpädagogik den Sigrid-Abel-Struth-Preis für wissenschaftliche Musikpädagogik, um damit hervorragende Dissertationen aus dem Bereich der wissenschaftlichen Musikpädagogik zu würdigen.

## Schriften (Auswahl)
- Materialien zur Entwicklung der Musikpädagogik als Wissenschaft (= Musikpädagogik. Forschung und Lehre. Band 1). Mainz 1970, ISBN 3-7957-1700-0.
- Musikalischer Beginn. 3 Bände. 1972–1978.
- Ziele des Musik-Lernens. 2 Bände. 1978–1979.
- Grundriß der Musikpädagogik. Mainz 1985, ISBN 3-7957-2052-4.
- als Hrsg. mit Jürgen Vogt: Musikpädagogik als Sozialwissenschaft. In: Zeitschrift für Kritische Musikpädagogik. (ZfKM), 2006. zfkm.org.